# Jeroen Vandromme
Jeroen Vandromme (april 1979) is een Belgisch politicus namens cd&v. Sinds 1 september 2023 is hij burgemeester van Houthulst.

## Opleiding
Vandromme volgde een opleiding regentaat Nederlands-Geschiedenis en Godsdienst aan de Hogeschool Vives in Torhout en haalde een licentiaat geschiedenis aan de KULeuven.

## Carrière
Vandromme stelde zich voor de eerste keer verkiesbaar in 2012 en werd meteen schepen. Naast zijn functies in Houthulst is hij parlementair medewerker van Vlaams volksvertegenwoordiger Bart Dochy. Voordien was hij parlementair medewerker van Vlaams Volksvertegenwoordiger Martine Fournier.
Na de verkiezingen van 2018 werd Vandromme herverkozen tot schepen. Uittredend burgemeester Ann Vansteenkiste haalde 1327 stemmen, maar Joris Hindryckx en Jeroen Vandromme haalde respectievelijk 1628 en 1618 stemmen, daarom werd er afgesproken dat Hindryckx na 5 jaar de burgemeestersjerp zou doorgeven aan Vandromme. Tot 2023 was Vandromme eerste schepen van Houthulst.
Bij de gemeenteraadsverkiezingen van oktober 2024 kreeg hij meer dan 2500 voorkeurstemmen en zijn partij Lijst van de Burgemeester behaalde een absolute meerderheid van 17 op de 21 zetels in de gemeenteraad. 